# Моралес, Мигель Рамон
Мигель Рамон Моралес (исп. Miguel Ramón Morales, 1787—1855) — никарагуанский политик, временно занимавший пост Верховного директора страны.

## Биография
Был членом Парламента, принадлежал к Легитимистской партии. Когда в 1847 году истекал срок пребывания на посту Верховного директора страны Хосе Леона Сандоваля, то были проведены выборы, но на них кандидат Хосе Мария Герреро де Аркос не набрал требуемых по Конституции 2/3 голосов. В соответствии с Конституцией, Законодательная Ассамблея 12 марта открытым голосованием избрала Мигела Рамона Моралеса временно исполняющим обязанности Верховного директора.
Моралес находился на этом посту до 6 апреля, когда он передал полномочия избранному после второго тура на период 1847—1849 годов в качестве Верховного директора Хосе Марии Герреро де Аркосу.